# Royaume de Gumma

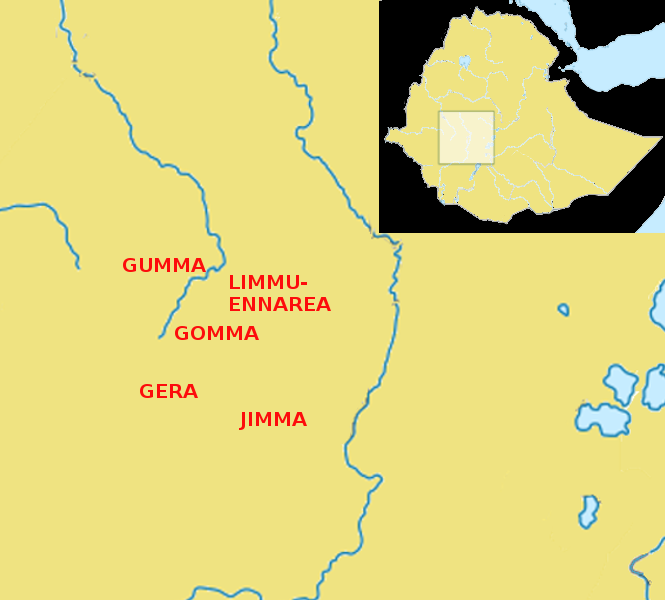
Carte montrant les cinq royaumes Gibe (XIXe siècle). Basé sur « Les Oromo d’Éthiopie : une histoire 1570-1860 » de Mohammed Hassen.

Le Royaume de Gumma était une royaume dans la région de Gibe d'Éthiopie qui a émergé au XVIIIe siècle. Sa frontière orientale était formée par le coude de la rivière Didessa, qui la séparait (en descendant vers l'amont) de Limmu-Ennarea au nord-est, et des royaumes de Gomma et le Gera au sud. Au-delà de sa frontière nord se trouvaient divers groupes Macha Oromo, et à l'ouest des groupes Sidamo. Son territoire correspond approximativement aux woredas modernes de Gechi, Borecha et Didessa.
Cet ancien royaume était en grande partie situé sur un plateau d'une altitude moyenne de 6 500 pieds, et avait une population estimée en 1880 à environ 50 000 habitants. Ses habitants avaient une réputation de guerriers. Beckingham et Huntingford considéraient Gumma, avec Gomma, comme le moins développé économiquement des royaumes Gibe ; cependant Mohamed Hassen note qu'à l'exception des frontières nord et ouest où les raids constants de ses voisins, les Arjo au nord et les Nonno à l'ouest, ont forcé les habitants de ces régions à embrasser le pastoralisme, la terre était cultivée de manière intensive et produisait bon nombre des mêmes cultures que les autres royaumes Gibe – sorgho, blé, orge et coton, à l'exception du café.

## Historique
Selon la dynastie régnante Gomma, ils descendaient d'un cheikh venu de Mogadiscio. Ils ont lié leur origine récente à un homme appelé Adam . Vers 1770, il vint vivre dans la région et aurait alors contribué à la déposition du dernier roi de la dynastie précédente, Sarborada. L'historien Mohammed Hassen, en discutant de cette tradition, suggère que cette tradition à propos d'Adam "a été inventée dans le but d'islamiser le fondateur original de la dynastie."
Le roi Jawe fut converti à l'Islam par des marchands de Shewa et de Begemder, et à son tour il imposa sa foi religieuse à ses sujets
En 1882, le roi Abba Jubir de Gumma convainquit les rois d'Ennerea, Gomma et Jimma de former une confédération connue sous le nom de « Ligue musulmane », pour contrer la menace de certains Macha Oromo, qui à leur tour formèrent leur propre alliance, la « Ligue des Quatre Oromo ». Au début, la Ligue musulmane eut peu de succès contre cette menace, car les autres membres ne soutinrent pas Abba Jubir contre les Macha, jusqu'à ce que son frère aîné Abba Digir soit capturé. À ce stade, les habitants d'Ennerea sont venus à leur aide, mais même avec cette aide, Abba Jubir n'a pas eu plus de succès et a été contraint de négocier un armistice avec les Macha pour la libération saine et sauve de son frère. Abba Jubir entre alors en guerre contre Jimma, et met à sac sa capitale, malgré le fait que Gomma et Limmu-Enerea viennent en aide à Jimma.
Malgré l'échec de la Ligue musulmane, Gumma resta un bastion de l'Islam et offrit l'asile aux hommes exilés des autres royaumes Gibe conquis par l'empereur Ménélik II en 1885, mais le royaume resta un « foyer de rébellion et de fanatisme musulman contre l'administration coloniale étrangère ». Firisa, fils du dernier roi, avait trouvé refuge au Soudan après la conquête, et revint en 1899 pour déclarer un jihad contre les conquérants. Firisa fut finalement capturée en 1902, puis exécutée à Jimma peu après.